# Tőketerebesi járás

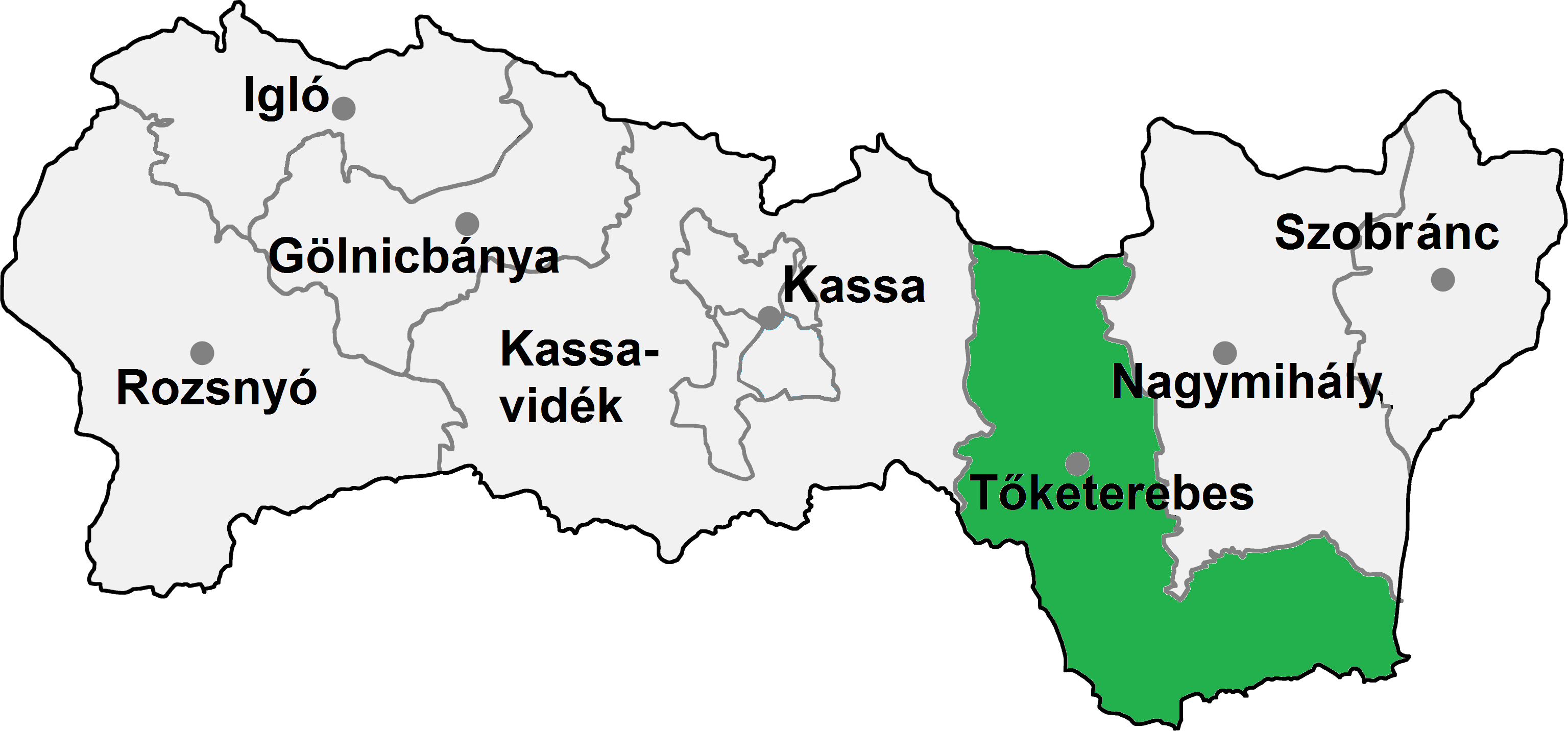
A Tőketerebesi járás

A Tőketerebesi járás (Okres Trebišov) Szlovákia Kassai kerületének közigazgatási egysége. Területe 1 074 km², lakosainak száma 103 779 (2001), székhelye Tőketerebes (Trebišov). Lakosságának 29.3 százaléka, azaz 30 425 személy magyar nemzetiségű. Területe  nagyrészt az egykori Zemplén vármegye területére, kis rész délkeleten az egykori Szabolcs vármegye területére esik. 

## Népessége
| Év:            | 1994.   | 2004.   | 2014.   | 2024.   |
| -------------- | ------- | ------- | ------- | ------- |
| Emberek száma: | 101 369 | 104 460 | 105 995 | 102 907 |
| Eltérés:       |         | +3,04 % | +1,46 % | -2,91 % |

| Év:            | 2023.   | 2024.   |
| -------------- | ------- | ------- |
| Emberek száma: | 103 002 | 102 907 |
| Eltérés:       |         | -0,09 % |

## A Tőketerebesi járás települései
- Alsómihályi (Michaľany)
- Ágcsernyő (Čierna)
- Bacska (Bačka)
- Bacskó (Bačkov)
- Barancs (Zemplínsky Branč)
- Battyán (Boťany)
- Bári (Bara)
- Bély (Biel)
- Biste (Byšta)
- Bodrogmező (Poľany)
- Bodrogszentes (Svätuše)
- Bodrogszentmária (Svätá Mária)
- Bodrogszerdahely (Streda nad Bodrogom)
- Bodrogszög (Klin nad Bodrogom)
- Bodzásújlak (Novosad)
- Boly (Boľ)
- Borsi (Borša)
- Céke (Cejkov)
- Csarnahó (Černochov)
- Cselej (Čeľovce)
- Csörgő (Čerhov)
- Dargó (Dargov)
- Gálszécs (Sečovce)
- Garany (Hraň)
- Gercsely (Hrčeľ)
- Gerenda (Hriadky)
- Hardicsa (Zemplínske Hradište)
- Imreg (Brehov)
- Isztáncs (Stanča)
- Kásó (Kašov)
- Kázmér (Kazimír)
- Kazsó (Kožuchov)
- Kereplye (Kravany)
- Királyhelmec (Kráľovský Chlmec)
- Kisdobra (Dobrá)
- Kiszte (Kysta)
- Kolbása (Brezina)
- Kozma (Kuzmice)
- Ladamóc (Ladmovce)
- Lasztóc (Lastovce)
- Legenye (Luhyňa)
- Lelesz (Leles)
- Kisazar (Malé Ozorovce)
- Kisgéres (Malý Horeš)
- Kiskövesd (Malý Kamenec)
- Kistárkány (Malé Trakany)
- Kistoronya (Malá Tŕňa)
- Magyarizsép (Nižný Žipov)
- Magyarsas (Zemplínske Jastrabie)
- Nagyazar (Veľké Ozorovce)
- Nagygéres (Veľký Horeš)
- Nagykövesd (Veľký Kamenec)
- Nagytárkány (Veľké Trakany)
- Nagytoronya (Veľká Tŕňa)
- Őrös (Strážne)
- Parnó (Parchovany)
- Pelejte (Plechotice)
- Perbenyik (Pribeník)
- Rad
- Szécsegres (Egreš)
- Szécskeresztúr (Zemplínska Teplica)
- Szécsudvar (Dvorianky)
- Szilvásújfalu (Slivník)
- Szinyér (Svinice)
- Szolnocska (Soľnička)
- Szomotor (Somotor)
- Szőlőske (Viničky)
- Sztankóc (Stankovce)
- Szürnyeg (Sirník)
- Tarnóka (Trnávka)
- Tiszacsernyő (Čierna nad Tisou)
- Tőketerebes (Trebišov)
- Újhely (Slovenské Nové Mesto)
- Újruszka (Nový Ruskov)
- Velejte (Veľaty)
- Vécse (Vojčice)
- Véke (Vojka)
- Visnyó (Višňov)
- Zebegnyő (Zbehňov)
- Zemplén (Zemplín)
- Zemplénújfalu (Zemplínska Nová Ves)
- Zétény (Zatín)

## Oktatás
A 2024/25-ös év alapiskolai statisztikája. 
|                              | Tanév 2024/25 Alapiskola |          |        |
| Település                    | Össz                     | Magyarul | %      |
| Tőketerebesi járás           | 9517                     | 1371     | 14,4%  |
| Királyhelmec vidéke          | 2754                     | 1371     | 49,8%  |
| Bacska                       | 15                       | 15       | 100,0% |
| Battyán                      | 66                       | 66       | 100,0% |
| Bély                         | 158                      | 158      | 100,0% |
| Bodrogszerdahely             | 300                      | 146      | 48,7%  |
| Boly                         | 147                      | 147      | 100,0% |
| Borsi                        | 146                      | 0        | 0,0%   |
| Karlatanya - Sátoraljaújhely | 43                       | 0        | 0,0%   |
| Királyhelmec                 | 865                      | 327      | 37,8%  |
| Kisgéres                     | 32                       | 32       | 100,0% |
| Ladamóc                      | 6                        | 6        | 100,0% |
| Lelesz                       | 144                      | 24       | 16,7%  |
| Nagygéres                    | 75                       | 45       | 60,0%  |
| Nagykövesd                   | 8                        | 8        | 100,0% |
| Nagytárkány                  | 160                      | 160      | 100,0% |
| Perbenyik                    | 18                       | 15       | 83,3%  |
| Szenteske                    | 20                       | 20       | 100,0% |
| Szomotor                     | 150                      | 65       | 43,3%  |
| Szürnyeg                     | 16                       | 0        | 0,0%   |
| Tiszacsernyő                 | 370                      | 122      | 33,0%  |
| Zétény                       | 15                       | 15       | 100,0% |